# Krunefossen
Vous pouvez aider à l'améliorer ou bien discuter des problèmes sur sa page de discussion.
- Son texte doit être wikifié : il ne correspond pas à la mise en forme Wikipédia (style, typographie, liens internes, liens entre les wikis, etc.). (Marqué depuis janvier 2025)
- Il relève du guide pratique, ce qui n'est pas de nature encyclopédique. Vous pouvez reformuler les passages concernés, ou remplacer ce bandeau par {{pour Wikibooks}}, {{pour Wikiversité}}, ou {{pour Wikivoyage}}, afin de demander le transfert vers un projet frère plus approprié. (Marqué depuis juillet 2025)
- La traduction doit être revue. Le contenu est difficilement compréhensible à cause d’erreurs de traduction, peut-être dues à l’utilisation d’un logiciel de traduction automatique. (Marqué depuis juillet 2025)

ce sont des chutes situé en Norvège et fond 485 mètres de hauteur Krunefossen est une cascade typique du glacier qui provient directement du glacier. Krunefossen est situé près du Lovatnet à l’extrémité du Kjenndalen, Sogn og Fjordane, Norvège.
De Loen, il y a un trajet de 20,5 kilomètres le long du Lovatnet jusqu’à ce que vous atteigniez le grand parking (fin de la route) en face de Krunefossenfossen. La dernière partie (de Kjenndalstova) de la route est une route à péage. Vous pourriez être dérouté par la cascade qui descend au niveau du pont, à 1,5 kilomètre du parking. Il s’agit d’une chute d’eau sans nom appelée Sletterkredene mais qui a également un volume important pendant les mois d’été.
Sur le parking, vous voyez sur le côté gauche Krunefossen descendre en cascade sur plusieurs marches. À la fin, Krunefossen se divise en deux niveaux. Malheureusement, vous ne voyez que la partie inférieure (peut-être un peu de la partie supérieure) de Krunefossen. J’ai eu des problèmes pour mesurer la hauteur à cause de la distance et de la hauteur. Je pense que la partie inférieure fait 160 mètres de haut (la chute unique et la partie vers la rivière). J’ai examiné la carte et d’autres photos de Krunefossen et une hauteur totale de 425 mètres devrait être réaliste.
Le meilleur moment pour visiter Krunefossen devrait être l’été avec le temps chaud. Beaucoup de neige et de glace devraient fondre du glacier Krunebreen, qui fait partie de l’un des plus grands glaciers d’Europe, Jostedalsbreen, d’une superficie de 487 km². J’ai été assez déçu quand j’ai pris des photos de Krunefossen (en juillet). Le volume n’était pas très spectaculaire et j’espérais un peu plus de puissance. J’ai vu des photos où Krunefossen est très puissant. La plupart d’entre eux sont pris en août, probablement après une période de temps chaud.
Après avoir garé la voiture à la fin du Kjenndalen, il y a une courte promenade jusqu’à la rivière (sur la gauche) où vous avez une vue encore meilleure sur Krunefossen. De l’autre côté de la vallée, vous verrez également une autre cascade qui n’a pas de nom mais qui est agréable à voir. Il est recommandé de descendre à pied le chemin menant au glacier Kjenndalsbreen. Il y a probablement des bus remplis de touristes mais la vue est incroyable. Après avoir visité le Kjenndalen et le glacier, il y a beaucoup d’autres choses que vous pouvez faire dans la vallée.